# George H. Thomas
George Henry Thomas (31 de juliol de 1816 - 28 de març de 1870) fou un oficial de carrera de l'Exèrcit dels Estats Units i un oficial de la Unió durant la Guerra Civil dels Estats Units. Durant aquest temps, fou un dels principals comandants del teatre oriental de la Guerra de Secessió.